# Iddalanagenahalli, Hiriyur
Iddalanagenahalli là một làng thuộc tehsil Hiriyur, huyện Chitradurga, bang Karnataka, Ấn Độ.